# (33504) Rebrouwer
1999 GT20 (asteroide 33504) é um asteroide da cintura principal. Possui uma excentricidade de 0.16963540 e uma inclinação de 3.02679º.
Este asteroide foi descoberto no dia 15 de abril de 1999 por LINEAR em Socorro.